# Filipówka (Słopnice)
Filipówka – część wsi Słopnice w Polsce położona w województwie małopolskim, w powiecie limanowskim, w gminie Słopnice.
W latach 1975–1998 Filipówka administracyjnie należała do województwa nowosądeckiego.